# 大庭健
大庭 健（おおば たけし、1946年（昭和21年）5月18日 - 2018年(平成30年)10月12日）は、日本の哲学者（倫理学）。専修大学名誉教授。日本倫理学会会長。
専攻は英米哲学・分析哲学。
専門の倫理学・分析哲学を駆使し、人間存在、善と悪、責任などの問題を追究。根本原理を平易に解説する著書も多い。著書に『他者とは誰のことか』(1989年)、『いのちの倫理』(2012年)などがある。

## 略歴
埼玉県生まれ。1971年（昭和46年）に東京大学文学部倫理学専修課程を卒業。1978年（昭和53年）同大学院人文科学研究科博士課程単位取得満期退学。
1979年（昭和54年）、専修大学文学部助教授を経て教授。図書館長。2017年（平成29年）に定年退職し、専修大学名誉教授。

## 著書
- 『他者とは誰のことか - 自己組織システムの倫理学』（勁草書房） 1989
- 『はじめての分析哲学』（産業図書） 1990
- 『権力とはどんな力か - 続・自己組織システムの倫理学』（勁草書房） 1991
- 『自分であるとはどんなことか - 完・自己組織システムの倫理学』（勁草書房） 1997
- 『私という迷宮』（専修大学出版局） 2001
- 『私はどうして私なのか』（講談社、講談社現代新書） 2003、のち改題『私はどうして私なのか - 分析哲学による自我論入門』（岩波書店、岩波現代文庫） 2009
- 『所有という神話 - 市場経済の倫理学』（岩波書店） 2004
- 『「責任」ってなに?』（講談社、講談社現代新書） 2005
- 『善と悪 - 倫理学への招待』（岩波書店、岩波新書） 2006
- 『いま、働くということ』（筑摩書房、ちくま新書） 2008
- 『いのちの倫理』（ナカニシヤ出版） 2012
- 『民を殺す国・日本 - 足尾鉱毒事件からフクシマへ』（筑摩書房、筑摩選書） 2015

### 共編著
（科学研究費補助金研究成果報告書については研究代表者であっても記さない）
- 『廣松渉論』（高橋順一, 小林敏明, 野家啓一, 吉田憲夫, 島田稔夫, 山本啓共著、ユニテ） 1982
- 『道徳の理由 - Why be moral?』（安彦一恵, 溝口宏平共編著、昭和堂、叢書エチカ1） 1992
- 「シリーズ 性を問う」全5巻（大庭健, 長谷川真理子, 山崎勉, 鐘ケ江晴彦, 山崎カヲル編、専修大学出版局） 1997 - 1998
  1. 『原理論』
  2. 『性差』
  3. 『共同体』
  4. 『表現』
  5. 『ゆらぎ』
- 『なぜ悪いことをしてはいけないのか - Why be moral?』（安彦一恵, 永井均共編、ナカニシヤ出版、叢書倫理学のフロンティア9） 2000
- 『所有のエチカ』（鷲田清一共編、ナカニシヤ出版、叢書倫理学のフロンティア3） 2000
- 『現代社会：地球社会に生きる』（河井秀和ほか9名との共著、教育出版） 2003
- 『大学生の学びの道具箱』（専修大学出版企画委員会編、石塚良次ほか6名と分担執筆、専修大学） 2004
- 『知のツールボックス：新入生援助（フレッシュマンおたすけ）集』（専修大学出版企画委員会編、石塚良次ほか6名と分担執筆、専修大学出版局） 2006
- 『現代倫理学事典』（編集代表、大庭健, 井上達夫, 川本隆史, 加藤尚武, 神崎繁, 塩野谷祐一, 成田和信編、弘文堂） 2006
- 『新現代社会：地球社会に生きる』（河井秀和ほか7名との共著、教育出版） 2007
- 『職業と仕事…働くって何?』（大庭健, 下村英雄, 中野育男, 内山哲朗, 廣石忠司著、専修大学出版局） 2008
- 『主観性と主体性』（澤田治美編、ひつじ書房、ひつじ意味論講座5） 2011

## 翻訳
- 『十字架と革命』（ユルゲン・モルトマン、新教出版社） 1974
- 『哲学と精密科学』（エルンスト・カッシーラー、紀伊国屋書店） 1978
- 『ヘーゲルを裁く最後のラッパ』（ブルーノ・バウアー、渡辺憲生共訳、御茶の水書房、ヘーゲル左派論叢4） 1987
- 『哲学的倫理学叙説 - 道徳の“本性"の“自然"主義的解明』（ギルバート・ハーマン、宇佐美公生共訳、産業図書） 1988
- 『合理的な愚か者 - 経済学 = 倫理学的探究』（アマルティア・セン、川本隆史共訳、勁草書房） 1989
- 『信頼 - 社会的な複雑性の縮減メカニズム』（ニクラス・ルーマン、正村俊之共訳、勁草書房） 1990
- 『ニーズ・価値・真理 - ウィギンズ倫理学論文集』（デイヴィッド・ウィギンズ、監訳・解説、奥田太郎監訳、都築貴博訳、古田徹也訳、萬屋博喜訳、勁草書房、双書現代倫理学） 2014
- 『徳と理性 - マクダウェル倫理学論文集』（ジョン・マクダウェル、編・監訳・解説、勁草書房、双書現代倫理学） 2016
- 『倫理的反実在論 - ブラックバーン倫理学論文集』（サイモン・ブラックバーン、編・監訳・解説、勁草書房、双書現代倫理学） 2017
- 『現代倫理学基本論文集III 規範倫理学編2』（編、奥田太郎, 古田徹也監訳、勁草書房） 2021

本論文集のI、IIとともに2020年中に刊行予定であったが2021年8月現在、IIIのみが既刊で、I、IIは未刊。

## 参考
- 著書略歴
- 専修大学研究者情報データベース（研究者紹介）大庭 健